# پروسوگلیپتین
پروسوگلیپتین (انگلیسی: Prusogliptin) یک مهارکننده آزمایشی DPP-4 است که برای درمان دیابت نوع ۲ ساخته شده است.